# Cristóvão de Sá e Lisboa
Cristóvão de Sá e Lisboa O.S.H. (? - 31 de março de 1622) foi um bispo dominicano, bispo indicado de Malaca entre 1605 e 1610 e Arcebispo de Goa entre 1612 e 1622.

## Biografia
Em 30 de Agosto de 1604, o Papa Clemente VIII aprovou a nomeação feita pelo rei D. Filipe II de Portugal de Frei Cristóvão de Sá e Lisboa, para a Sé de Malaca.
D. Frei Cristóvão foi consagrado em 1605 e, no mesmo ano, deixou Portugal com o novo Bispo de Macau, D. Frei João de Abrantes da Piedade, a bordo duma nau da Armada de Brás Teles de Meneses, que deixou Lisboa em 27 de março desse ano.
Desde 1601 a 1605, a situação do Governo de Malaca entrava de mal em pior. A grande expedição de André Furtado de Mendonça contra os holandeses tinha sido um fiasco. Os mercadores holandeses cruzavam o Arquipélago em tôdas as direcções, pilhando barcos portugueses, fazendo alianças com os poderes nativos, estabelecendo feitorias, de modo que o monopólio das especiarias, até então nas mãos dos portugueses, passou de vez para eles.
Nos fins de 1603, a situação tornou-se tão crítica que da Câmara de Goa escrevem ao Rei. Mencionam as capturas feitas pelos holandeses, mesmo dentro dos Estreitos de Malaca, e acabam dizendo:
«Por isso Vossa Majestade deve prover o Sul com uma boa esquadra vinda dêsse Reino [ Portugal ] directamente para Malaca e não para a Índia, porque, por boa que ela seja, se ela vier primeiro para cá  [para a Índia ], as necessidades daqui são tão grandes, que, só por acaso, essa armada poderia depois chegar daqui [ da Índia ] a Malaca e sem o Sul não há Índia ».
Johor e Patani contraíram aliança com os holandeses, enquanto que os portugueses tiveram de retirar de Tidore em 1604 e de Amboina em 1605.
D. Cristóvão chegou a Malaca em 1605 e tomou posse da Sé, até então governada pelo Padre Francisco Luís, Arcediago e Vigário Geral. No ano seguinte, 11 barcos partiram da Holanda sob o comando de Cornelisz Matelief Junior, que veio sitiar a Fortaleza por terra com 700 soldados holandeses ao tempo que os reis de Johor e das vizinhanças a bloqueavam por mar com 327 juncos.
Banda Hilir foi reduzida a cinzas, Tranqueira a um montão de ruínas e Kampong Kling abandonada pelos portugueses ; o Bastião das Onze mil Virgens completamente destruído e o Convento Franciscano ocupado pela artilharia holandeza e inteiramente saqueado. Todos os coqueiros e árvores frutíferas, ao longo do rio, foram abatidos pelo inimigo.
Durante os três meses de cêrco, os canhões vomitaram mais de 80.000 balas sobre a cidade e a Fortaleza ; 6.000 mortes foram causadas já pelas armas inimigas já pela fome e peste, e se Malaca não caíu sob o cutelo neerlandês deveu-o ao seu Capitão, André Furtado de Mendonça, e a mercenários japoneses, que formavam então uma parte notável da guarnição de Malaca. Malaca sentiu por longo tempo os efeitos dêste memorável cêrco, o novo bispo, o seu clero, as Ordens Religiosas e os Católicos encontraram-se em prefunda miséria. Por cinco anos, os Jesuítas, que por ordem do Rei tinham tomado conta dos hospitais, não receberam o menor «bazaruco» (pequena moeda feita de chumbo e estanho).
Tôdas as igrejas fora da Fortaleza tinham sido derribadas pelos holandeses; a própria Catedral, «uma linda igreja, em forma de cruz, de largas dimensões, situada nas faldas do monte, num montículo na extremidade do Castelo» (Schouten) tinha sido meio soterrada pelas terras que desmoronavam da Montanha e era tão perigosa que o Santíssimo teve de ser guardado na Capela da Misericórdia. os habitantes caíram em tal pobreza que tiveram de reconstruir as suas igrejas com fôlhas de palmeira. Por dois anos o Capítulo e o Clero não receberam estipêndio. Até faltou farinha para fazer hóstias.
Uma carta real datada de 11 de Dezembro de 1607, ordenou ao Vice-rei que olhasse pela reconstrução das igrejas em Malaca, pelo pagamento do clero e pelas necessidades do culto.
A despeito destas dificuldades, D. Cristóvão' enviou missionários dominicanos para Solor, Timor e Flores.
No ano seguinte, 1608, ele pediu ao Rei aumentasse as pensões concedidas a êle, ao Capítulo e ao Clero, porque a vida em Malaca era muito custosa: nem pão, nem arroz; duas libras de carne  (1 libra= 16 onças) custavam um cruzado. Além disso, como estavam obrigados a viver dentro da Fortaleza, o estipêndio ia-se no aluguel da casa. Não só a vida era muito cara, mas, como Malaca era a Porta do Oriente, o clero tinha de vigiar e, às vezes, combater no caso de emergência. Filipe III garantiu 1.000 cruzados por dois anos, da qual soma dois terços eram para o Capítulo e um terço para o Bispo.
Em 1610, D. Cristóvão foi transferido para a Sé Arquiepiscopal de Goa. Antes da partida, expediu missionários para Cochinchina.
No mesmo ano, Filipe III mandou a Rui Lourenço de Távora, Vice-rei, instruções acerca dos Conventos nas Índias Portuguesas.
Nalgumas cidades pequenas chegou a haver quatro, que não podiam ter um número suficiente de Religiosos para manter a vida conventual com tanta perfeição como nos grandes conventos. O Vice-rei recebeu ordem de suprimir algumas destas casas, entre as quais a Madre de Deus de Malaca, que, sendo construída fora dos muros da Fortaleza, tinha necessariamente de ser evacuada no tempo de guerra. Fosse como fosse, a Madre de Deus escapou à supressão e, como as dos Jesuítas o Dominicanos, continuou a ser, até à sua destruição pelos holandeses trinta anos mais tarde, um dos centros principais para os missionários franciscanos no Oriente.